# Mónica Segnini
Mónica Segnini es una empresaria, administradora aduanera y política costarricense. Segnini fue designada como presidenta del Banco de Costa Rica en la administración de Luis Guillermo Solís (2014-2018).

## Trayectoria
Segnini es técnica en comercio exterior y licenciada en administración aduanera con énfasis en legislación. Está casada con el empresario Mario Zárate con quien tiene tres hijas y un hijo.
Fue candidata a la vicepresidencia por el Partido Acción Ciudadana como compañera de fórmula de Ottón Solís en las elecciones de 2010, aunque causó polémica el hecho de que estuvo a favor del tratado de libre comercio con Estados Unidos al que se opusieron tanto Solís como el partido en general. Fue elegida presidenta de la Cámara de Exportadores de Costa Rica (CADEXCO). Segnini se rumoreó como posible precandidata presidencial dentro del PAC en 2014 sin que esto se oficializara. 
En 2013 asumió la posición de CEO del grupo Desacarga, corporativo de logística internacional y en 2014 fue escogida por la revista Forbes como una de las mujeres más poderosas de Centroamérica, ocupando el puesto número trece. Ese mismo año recibió el Premio Alborada: Mujer Inspiración, otogrado por la Cámara de Comercio de Costa Rica.